# مسابقه آرپی‌ام
مسابقه آرپی‌ام (به انگلیسی: RPM Racing) (مخفف Radical Psycho Machine Racing) یک بازی مسابقه ای برای کنسول سوپر نینتندو است که توسط Silicon & Synapse (که اکنون با نام بلیزارد انترتینمنت شناخته می‌شود) ساخته شده و توسط Interplay Productions منتشر شد.
RPM بازسازی موفقیت‌آمیزی از بازی ویدیویی Racing Destruction Set بود که توسط الکترونیک آرتس در سال ۱۹۸۵ ساخته شد. این بازی ادعا می‌کرد که اولین بازی آمریکایی برای سوپر نینتندو است.

## گیم پلی بازی
در بازی، بازیکنان می‌توانند در یک فصل عادی، در یک مسابقه به رقابت بپردازند یا مسیر خود را ایجاد کنند. مسیرها می‌توانند مستقیم و بیضی شکل، انحنایی یا تپه ای و غیرقابل پیش‌بینی باشند. برنده بازی پول و فرصتی برای کسب امتیازات اولیه خود برای سریعترین زمان رسیدن به خطر پایان به دست می‌آورد.

## توسعه
RPM Racing با استفاده از سیستم توسعه Sluggo توسط Rebecca Heineman ساخته شد. این سیستم شامل قابلیت گام به گام یا ردیابی نیست.
توسعه بازی پنج ماه به طول انجامید و تقریباً به‌طور انحصاری توسط Allen Adham با گرافیک تهیه شده توسط Interplay و مدل‌سازهای سه بعدی داخلی برنامه‌ریزی شد.
RPM یکی از اولین بازی‌های سوپر نینتندو بود که با «حالت گرافیکی وضوح بالا» تولید شد که جزئیات واضح تر اما رنگ‌های کمتری را امکان‌پذیر می‌کرد. اگرچه وضوح بالاتر جزئیات دقیق تری را ارائه می‌دهد، اما تعداد رنگها و تعداد گرافیک منحصر به فردی را که می‌توان از حافظه ویدئویی SNES نمایش داد بسیار محدود می‌کند. به همین دلیل، دنباله RPM , Rock N 'Roll Racing، در حالت گرافیکی با وضوح پایین‌تر ساخته شد و امکان ایجاد رنگ‌های پر جنب و جوش و جزئیات گرافیکی را فراهم می‌کند.